# Bikar karla 2014
La Bikar karla 2014, nota anche come Borgunarbikar per motivi di sponsorizzazione, è la 55ª edizione del torneo. È iniziata il 3 maggio 2014 con le prime partite dei turni di eliminazione.
La vincitrice del torneo, come ogni anno, ottiene il diritto di giocare il primo turno di Europa League. La squadra detentrice del torneo è il Fram Reykjavík, che nell'anno precedente si è laureata campione per l'ottava volta.

## Primo turno
| Squadra 1        | Risultato       | Squadra 2       |
| ---------------- | --------------- | --------------- |
| 2 maggio 2014    |                 |                 |
| Leiknir          | 4 - 2           | Höttur          |
| 3 maggio 2014    |                 |                 |
| KFS              | 3 - 1           | Grótta          |
| Árborg           | 1 - 1 (2-4 dcr) | Víðir Garði     |
| Augnablik        | 7 - 1           | Léttir          |
| Elliði           | 2 - 1           | Örninn          |
| KFF Fjarðabyggð  | 5 - 1           | Einherji        |
| Hamar            | 6 - 1           | Snæfell         |
| KH Hlídarendi    | 6 - 3           | Kóngarnir       |
| Völsungur        | 11 - 0          | Nökkvi          |
| KFR              | 2 - 0           | Álftanes        |
| Kría             | 1 - 3           | Vængir Júpíters |
| Mídas            | 1 - 2           | Afturelding     |
| Njarðvík         | 3 - 1           | KB              |
| Skallagrímur     | per ritiro      | Kári            |
| Magni            | 9 - 1           | Hamrarnir       |
| Skínandi         | 11 - 0          | Afríka          |
| Stokkseyri       | 0 - 1           | Ármann          |
| Grundarfjörður   | 5 - 1           | Vatnaliljur     |
| ÍH               | 3 - 1           | Ísbjörninn      |
| KFG              | 4 - 0           | Gnúpverjar      |
| 4 maggio 2014    |                 |                 |
| Stál-úlfur       | 0 - 8           | Þróttur Vogum   |
| Hvíti riddarinn  | 1 - 4 (dts)     | ÍR Reykjavík    |
| Reynir Sandgerði | 2 - 3           | Ægir            |
| Lumman           | 3 - 6           | Berserkir       |

## Secondo turno
| Squadra 1         | Risultato   | Squadra 2       |
| ----------------- | ----------- | --------------- |
| 13 maggio 2014    |             |                 |
| Berserkir         | 2 - 8       | BÍ/Bolungarvík  |
| Kári              | 0 - 4       | KV              |
| Hamar             | 1 - 0       | KFR             |
| Ægir              | 0 - 4       | Afturelding     |
| KA Akureyri       | 7 - 0       | Magni           |
| Elliði            | 0 - 2       | Haukar          |
| Grindavík         | 4 - 1       | ÍA Akraness     |
| KH Hlídarendi     | 1 - 3       | Selfoss         |
| Leiknir           | 1 - 3       | ÍR Reykjavík    |
| Leiknir F.        | 1 - 4       | KFF Fjarðabyggð |
| Sindri Hofn       | 4 - 3 (dts) | Huginn          |
| Skínandi          | 0 - 4       | Víðir Garði     |
| Þróttur           | 5 - 0       | KFS             |
| Þróttur Vogum     | 3 - 4 (dts) | KFG             |
| Vængir Júpíters   | 0 - 3       | Augnablik       |
| KF Fjallabyggðar  | 2 - 0       | Völsungur       |
| Víkingur Ólafsvík | 0 - 2       | HK Kópavogur    |
| 14 maggio 2014    |             |                 |
| Tindastóll        | 1 - 2       | Dalvík/Reynir   |
| Grundarfjörður    | 2 - 6       | Njarðvík        |
| ÍH                | 1 - 0       | Ármann          |

## Terzo turno
| Squadra 1        | Risultato       | Squadra 2        |
| ---------------- | --------------- | ---------------- |
| 26 maggio 2014   |                 |                  |
| HK Kópavogur     | 1 - 2           | Breiðablik       |
| 27 maggio 2014   |                 |                  |
| Fram Reykjavík   | 1 - 0           | KA Akureyri      |
| ÍBV Vestmannæyja | 3 - 0           | Haukar           |
| Sindri Hofn      | 0 - 2           | KV               |
| ÍH               | 1 - 5           | Þór              |
| Fylkir           | 3 - 1           | Njarðvík         |
| Hamar            | 3 - 2           | KF Fjallabyggðar |
| Víðir Garði      | 0 - 1           | Valur            |
| 28 maggio 2014   |                 |                  |
| Stjarnan         | 6 - 0           | Selfoss          |
| Afturelding      | 1 - 1 (4-5 dcr) | ÍR Reykjavík     |
| BÍ/Bolungarvík   | 4 - 2           | KFF Fjarðabyggð  |
| Fjölnir          | 1 - 0           | Dalvík/Reynir    |
| KR Reykjavík     | 1 - 0           | FH Hafnarfjörður |
| Augnablik        | 0 - 5           | Keflavík         |
| KFG              | 0 - 4           | Þróttur          |
| Víkingur         | 4 - 1 (dts)     | Grindavík        |

## Ottavi di finale
| Squadra 1        | Risultato   | Squadra 2      |
| ---------------- | ----------- | -------------- |
| 17 giugno 2014   |             |                |
| BÍ/Bolungarvík   | 5 - 2 (dts) | ÍR Reykjavík   |
| 18 giugno 2014   |             |                |
| ÍBV Vestmannæyja | 3 - 0       | Valur          |
| KV               | 3 - 5       | Fram Reykjavík |
| Stjarnan         | 0 - 1 (dts) | Þróttur        |
| Víkingur         | 5 - 1       | Fylkir         |
| 19 giugno 2014   |             |                |
| Breiðablik       | 3 - 1 (dts) | Þór            |
| KR Reykjavík     | 4 - 2       | Fjölnir        |
| Keflavík         | 6 - 1       | Hamar          |

## Quarti di finale
| Squadra 1      | Risultato   | Squadra 2        |
| -------------- | ----------- | ---------------- |
| 6 luglio 2014  |             |                  |
| Fram Reykjavík | 1 - 3       | Keflavík         |
| Breiðablik     | 0 - 2       | KR Reykjavík     |
| 7 luglio 2014  |             |                  |
| BÍ/Bolungarvík | 0 - 3       | Víkingur         |
| Þróttur        | 0 - 1 (dts) | ÍBV Vestmannæyja |

## Semifinali
| Squadra 1        | Risultato       | Squadra 2    |
| ---------------- | --------------- | ------------ |
| 30 luglio 2014   |                 |              |
| Keflavík         | 0 - 0 (4-2 dcr) | Víkingur     |
| 31 luglio 2014   |                 |              |
| ÍBV Vestmannæyja | 2 - 5           | KR Reykjavík |

## Finale
| Squadra 1      | Risultato | Squadra 2    |
| -------------- | --------- | ------------ |
| 16 agosto 2014 |           |              |
| Keflavík       | 1 - 2     | KR Reykjavík |